# カドレッツァーテ
カドレッツァーテ（伊: Cadrezzate）は、イタリア共和国ロンバルディア州ヴァレーゼ県カドレッツァーテ・コン・オズマーテに属する分離集落（フラツィオーネ）。
かつては独立したコムーネであったが、2019年2月15日にオズマーテと合併して新自治体の一部となった。

## 地理

### 位置・広がり

#### 隣接コムーネ
コムーネとしてのカドレッツァーテは、以下のコムーネと隣接していた。
- アンジェーラ
- イスプラ
- オズマーテ
- セスト・カレンデ
- トラヴェドナ＝モナーテ